# ماریو جیسون کیکوندا
ماریو جیسون کیکوندا (انگلیسی: Mario-Jason Kikonda؛ زادهٔ ۲۰ آوریل ۱۹۹۶) بازیکن فوتبال است.
از باشگاه‌هایی که در آن بازی کرده‌است می‌توان به باشگاه فوتبال پاریس اشاره کرد.